# Ginebre de Utah
El ginebre de Utah (Juniperus osteosperma) és una espècie de conífera de la família de les cupressàcies, que adopta la forma d'arbust o d'arbre petit de 3 a 6 m d'alt (rarament 9 m). És natiu del sud-oest dels Estats Units, a Utah, Nevada, Arizona, oest de Nou Mèxic, oest de Colorado, Wyoming, sud de Montana, sud d'Idaho i est de Califòrnia. Creix a les arbredes de pi pinyer-ginebre a altituds moderades d'entre 1.300-2.600 m, sobre sòls secs, sovint en companyia de Pinus monophylla'.

## Característiques

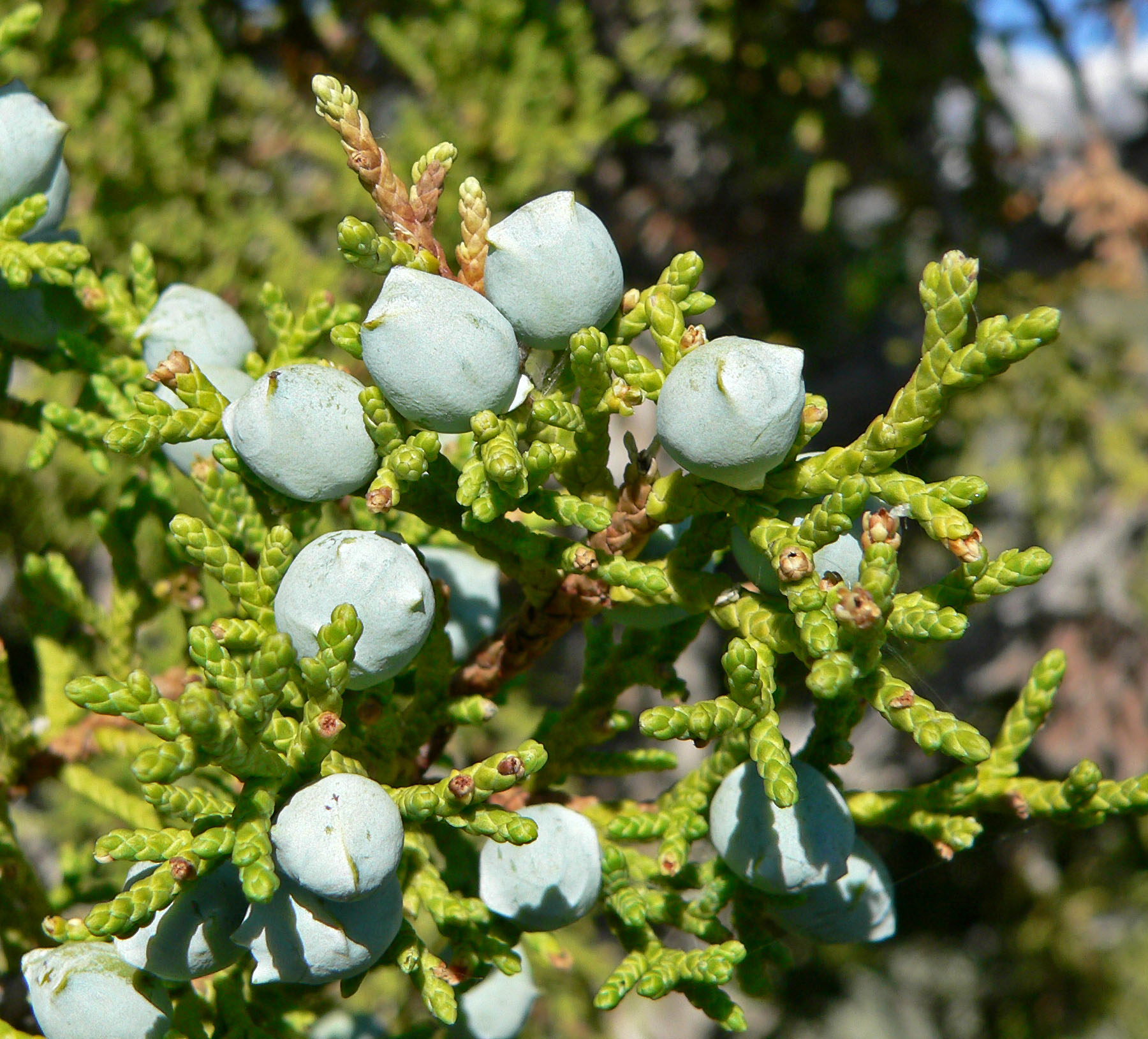
Ginebre de Utah (Juniperus osteosperma) amb les fulles, pinyes femenines. pinyes masculines i agalles (al centre)

Els brots són força gruixuts (1,5 a 2 mm de diàmetre) comparats amb els d'altres espècies de ginebres. Les fulles estan disposades en parells de verticils decusats. Mentre les fulles adultes tenen forma d'escates les juvenils són aciculars. El fruits, de 8 a 13 mm, tenen aspecte de baia però no ho són des del punt de vista botànic. És una planta generalment monoica però un 10% de la població és dioica (amb els sexes en peus separats).